# リー大学
リー大学（リーだいがく、英語: Lee University）は、アメリカ合衆国テネシー州クリーブランドにあるキリスト教系の私立大学である。前身となるチャーチ・オブ・ゴッド神学校は1918年に生徒12名と教師1名で設立された。その後生徒数の増加に伴って1948年に現在地に移転し、名称もリー・カレッジに変更になった。その12年後には4年制のリベラル・アーツ・カレッジとなり、1997年に現在の名称であるリー大学（Lee University）となった。大学は6つのカレッジに分かれており、その内容は文理、教育学、ビジネス、音楽、看護、宗教である。大学の名称は第2代学長のF・J・リーから。
リー大学は声楽教育で有名である。2009年には同大学のアカペラサークル「ボイス・オブ・リー（Voices of Lee）」が全国ネットのテレビ放送局NBCの主催するアカペラ大会「ザ・シングオフ（The Sing-Off）」に出場し、3位を勝ち取った。加えて、同大学は数多くの歌手を輩出している。また、2012年には同大学の合唱団が当時大統領だったバラク・オバマの前で合唱を披露した。

## 沿革
リー大学が急成長を見せたのは1980年代からであり、この時期には学生数が4倍となった。ちなみに2013年時点での入学者数は5,370名であり、1986年には960名であったことからもその増加が急であったことがわかる。この入学者数はキリスト教大学評議会に加盟する103校中5位に位置しており、その学生も全米および50ヵ国以上からやってきている。なお、毎年200人以上の留学生を受け入れている。

## 教育
リー大学では、幅広い分野に渡る教育を提供しており、課外活動も盛んである。また、キリスト教大学ゆえに礼拝参加や社会奉仕活動もカリキュラムに含まれている。また、海外留学も必須となっている。また、20歳以下の独身者で自宅通学をしないものは寮生活が定められている。

### 学部・研究科
2つのカレッジと4つのスクールによって構成されている。
- 人文科学・文学（College of Arts and Sciences）
- 教育学（Helen Devos College of Education）
- ビジネス（School of Business）
- 音楽（School of Music）
- 看護学（School of Nursing）
- 神学（School of Religion）

## 評価
USニューズ&ワールド・レポート誌が実施したBest Regional Universities in the South（南部で最も優れた宗教系大学）という特集では、トップクラス（Top Tier）に分類された。